# Effectif des équipes à la Coupe des confédérations 1992
Cette page contient la liste des joueurs sélectionnés pour la Coupe des confédérations 1992 ayant lieu en Arabie saoudite.

## Arabie saoudite
Sélectionneur : Veloso
| No. | Pos.      | Joueur                    | Date de naissance et âge | Sélec. | Club |
| --- | --------- | ------------------------- | ------------------------ | ------ | ---- |
| 1   | Gardien   | Saud Al-Otaibi            |                          |        |      |
| 2   | Défenseur | Abdullah Jumaan Al-Dosari |                          |        |      |
| 3   | Défenseur | Salem Al-Alawi            |                          |        |      |
| 4   | Défenseur | Abdulrahman Al-Roomi      |                          |        |      |
| 5   | Milieu    | Mohammed Al-Khilaiwi      |                          |        |      |
| 6   | Milieu    | Fuad Amin                 |                          |        |      |
| 7   | Attaquant | Saeed Owairan             |                          |        |      |
| 8   | Milieu    | Fahad Al-Bishi            |                          |        |      |
| 9   | Attaquant | Hamzah Falatah            | 8 septembre 1972         |        |      |
| 10  | Attaquant | Sami Al-Jaber             |                          |        |      |
| 11  | Attaquant | Fahad Al-Mehallel         |                          |        |      |
| 12  | Défenseur | Awad Al-Anazi             |                          |        |      |
| 14  | Milieu    | Khalid Al-Muwallid        |                          |        |      |
| 15  | Attaquant | Youssef Al-Thuniyan       |                          |        |      |
| 16  | Milieu    | Khaled Al Hazaa           |                          |        |      |
| 18  | Défenseur | Saleh Al-Dawod            |                          |        |      |
| 19  | Milieu    | Hamzah Saleh              |                          |        |      |
| 20  | Attaquant | Abdul Al-Rozan            |                          |        |      |
| 21  | Gardien   | Alshujaa Shaker           |                          |        |      |

## Argentine
Sélectionneur : Alfio Basile
| No. | Pos.      | Joueur               | Date de naissance et âge | Sélec. | Club                   |
| --- | --------- | -------------------- | ------------------------ | ------ | ---------------------- |
| 1   | Gardien   | Sergio Goycochea     | 17 octobre 1963          |        | Cerro Porteño          |
| 2   | Défenseur | Sergio Vázquez       | 23 novembre 1965         |        | CA Rosario Central     |
| 3   | Défenseur | Ricardo Altamirano   | 12 décembre 1965         |        | River Plate            |
| 4   | Défenseur | Fabián Basualdo      | 26 février 1964          |        | River Plate            |
| 5   | Milieu    | Fernando Redondo     | 6 juillet 1969           |        | CD Tenerife            |
| 6   | Défenseur | Oscar Ruggeri        | 26 janvier 1962          |        | AC Ancône              |
| 7   | Attaquant | Claudio Caniggia     | 9 janvier 1967           |        | AS Rome                |
| 8   | Milieu    | José Luis Villarreal | 17 mars 1966             |        | Boca Juniors           |
| 9   | Attaquant | Gabriel Batistuta    | 1er février 1969         |        | Fiorentina             |
| 10  | Milieu    | Diego Simeone        | 28 avril 1970            |        | Séville FC             |
| 11  | Milieu    | Diego Cagna          | 19 avril 1970            |        | CA Independiente       |
| 12  | Gardien   | Luis Islas           | 22 décembre 1965         |        | CA Independiente       |
| 14  | Attaquant | Alberto Acosta       | 23 août 1966             |        | San Lorenzo de Almagro |
| 15  | Défenseur | Jorge Borelli        | 2 novembre 1964          |        | Racing Club Avellaneda |
| 16  | Attaquant | Claudio García       | 24 août 1963             |        | Racing Club Avellaneda |
| 18  | Défenseur | Néstor Craviotto     | 6 octobre 1963           |        | CA Independiente       |
| 20  | Milieu    | Leonardo Rodríguez   | 28 août 1966             |        | Atalanta Bergame       |
| 21  | Gardien   | Fabián Cancelarich   | 30 décembre 1965         |        | CA Belgrano            |

## Côte d'Ivoire
Sélectionneur : Martial Yeo
| No. | Pos.      | Joueur               | Date de naissance et âge | Sélec. | Club                   |
| --- | --------- | -------------------- | ------------------------ | ------ | ---------------------- |
| 1   | Gardien   | Alain Gouaméné       | 15 juin 1966             |        | Raja Casablanca        |
| 2   | Défenseur | Basile Aka Kouamé    |                          |        |                        |
| 3   | Défenseur | Arsène Hobou         |                          |        |                        |
| 4   | Milieu    | Ibrahima Koné        | 26 juillet 1969          |        |                        |
| 5   | Défenseur | Rufin Lué            |                          |        |                        |
| 6   | Défenseur | Sékana Diaby         | 10 août 1968             |        | Stade brestois 29      |
| 7   | Milieu    | Joseph Gadji Celi    | 1er mai 1961             |        | ASEC Mimosas           |
| 8   | Attaquant | Oumar Ben Salah      |                          |        |                        |
| 10  | Attaquant | Abdoulaye Traoré     | 4 mars 1967              |        | ASEC Mimosas           |
| 12  | Attaquant | Georges Lignon       |                          |        |                        |
| 14  | Milieu    | Lucien Kassi-Kouadio |                          |        |                        |
| 16  | Gardien   | Losseni Konaté       | 29 décembre 1972         |        | ASEC Mimosas           |
| 17  | Milieu    | Serge Maguy          | 20 octobre 1970          |        | Africa Sports National |
| 18  | Attaquant | Eugène Beugré Yago   | 15 décembre 1969         |        | Africa Sports          |
| 19  | Défenseur | Dominique Sam Abouo  | 26 décembre 1973         |        |                        |
| 20  | Défenseur | Alain Bédé           |                          |        |                        |
| 21  | Attaquant | Donald-Olivier Sié   | 3 avril 1970             |        | ASEC Mimosas           |
| 22  | Défenseur | Lassina Dao          | 6 février 1971           |        |                        |

## États-Unis
Sélectionneur : Bora Milutinović
| No. | Pos.      | Joueur           | Date de naissance et âge | Sélec. | Club                         |
| --- | --------- | ---------------- | ------------------------ | ------ | ---------------------------- |
| 1   | Gardien   | Tony Meola       | 21 février 1969          |        | Fort Lauderdale Strikers     |
| 2   | Défenseur | Janusz Michallik | 22 avril 1966            |        |                              |
| 3   | Défenseur | Mike Lapper      | 28 août 1970             |        | Los Angeles Heat             |
| 4   | Milieu    | Bruce Murray     | 25 janvier 1966          |        | Maryland Bays                |
| 6   | Milieu    | John Harkes      | 8 mars 1967              |        | Sheffield Wednesday          |
| 7   | Milieu    | Hugo Perez       | 8 novembre 1963          |        | Al-Ittihad Jeddah            |
| 8   | Milieu    | Dominic Kinnear  | 15 mai 1975              |        | San Francisco Bay Blackhawks |
| 9   | Milieu    | Tab Ramos        | 21 septembre 1966        |        | Betis Séville                |
| 10  | Attaquant | Peter Vermes     | 21 novembre 1966         |        | UE Figueres                  |
| 11  | Attaquant | Eric Wynalda     | 9 juin 1969              |        | FC Sarrebruck                |
| 12  | Attaquant | Jean Harbor      | 19 septembre 1965        |        | Tampa Bay Rowdies            |
| 13  | Milieu    | Cobi Jones       | 16 juin 1970             |        | UCLA Bruins                  |
| 14  | Milieu    | Brian Quinn      | 24 mai 1960              |        | San Diego Sockers            |
| 15  | Milieu    | John DeBrito     | 3 décembre 1968          |        | Tulsa Ambush                 |
| 17  | Défenseur | Marcelo Balboa   | 8 août 1967              |        | Colorado Foxes               |
| 18  | Gardien   | Mark Dodd        | 14 septembre 1965        |        | Colorado Foxes               |
| 19  | Milieu    | Chris Henderson  | 11 décembre 1970         |        |                              |
| 20  | Défenseur | Paul Caligiuri   | 9 mars 1964              |        | SC Fribourg                  |
| 21  | Défenseur | Fernando Clavijo | 23 janvier 1956          |        | St. Louis Storm              |
| 22  | Milieu    | Roy Wegerle      | 19 mars 1964             |        | Blackburn Rovers             |